# Itapuí (kommun)
Itapuí är en kommun i Brasilien.   Den ligger i delstaten São Paulo, i den södra delen av landet, 700 km söder om huvudstaden Brasília. Antalet invånare är 12 181.
Följande samhällen finns i Itapuí:
- Itapuí

Trakten runt Itapuí består till största delen av jordbruksmark. Runt Itapuí är det ganska tätbefolkat, med 83 invånare per kvadratkilometer.